# Pachydissus tatei
Pachydissus tatei là một loài bọ cánh cứng trong họ Cerambycidae.